# سیارک ۸۹۷

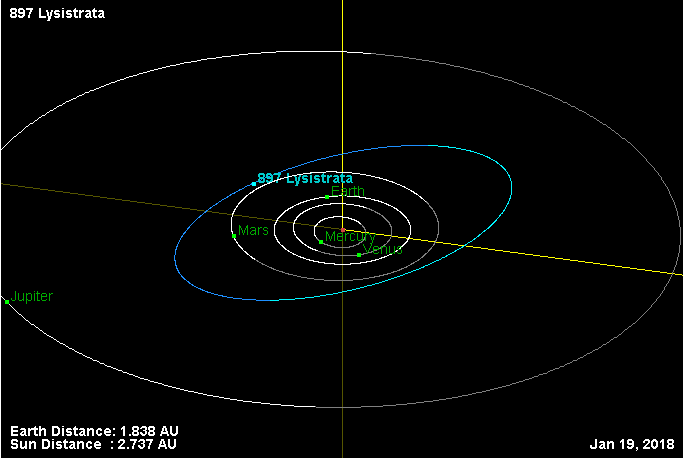
نمایی از محل قرارگیری سیارک ۸۹۷ در مدار – ۲۰۱۸

سیارک ۸۹۷ (به انگلیسی: 897 Lysistrata، نامگذاری:1918DZ) هشتصد و نود و هفتمین سیارک کشف شده‌است که در ۳ اوت ۱۹۱۸ و در هایدلبرگ کشف شد.
قدر مطلق سیارک برابر ۱۰٫۳۷ است.